# Charles Dibdin
Charles Dibdin (ochrzczony 15 marca 1745 w Southampton, zm. 25 lipca 1814 w Londynie) – brytyjski kompozytor, pisarz, autor sztuk teatralnych i śpiewak.

## Życiorys
W latach 1756–1759 był chórzystą przy katedrze w Winchesterze. Pobierał lekcje śpiewu u Jamesa Kenta i Petera Fussella. W zakresie kompozycji był autodydaktą, samodzielnie studiował dzieła Arcangelo Corellego i Jeana-Philippe’a Rameau. W wieku 15 lat wyjechał do Londynu, jako śpiewak debiutował w 1762 roku w Richmond. W 1764 roku otrzymał angaż do Covent Garden Theatre i niedługo potem zaczął pisać utwory na potrzeby tej sceny. W 1768 roku przeniósł się do Theatre Royal przy Drury Lane. W 1769 roku napisał muzykę na uroczystości szekspirowskie w Stanford on Avon. W 1776 roku ze względu na długi uciekł do Francji. W 1778 roku wrócił do Londynu i otrzymał ponowny angaż w Covent Garden. Od 1782 do 1784 roku pełnił funkcję współdyrektora nowo utworzonego teatru Royal Circus, dla potrzeb którego pisał przedstawienia muzyczne i pantomimy. Wskutek zatargów z właścicielami teatrów i rosnących długów został w 1784 roku osadzony w więzieniu. W latach 1787–1788 odbył podróż po Anglii, w trakcie której występował z własnymi pieśniami. Pisał pamiętniki i powieści, snuł niezrealizowane plany podróży do Indii. Między 1789 a 1805 rokiem występował na scenach londyńskich z cieszącą się dużą popularnością wśród publiczności serią przedstawień muzycznych, tzw. Table Entertainment, do których pisał tekst i muzykę, a także sam występował jako śpiewak, narrator i akompaniator. W 1796 roku otworzył własny teatr pod nazwą New Sans-Souci. W 1805 roku przeszedł na emeryturę i otrzymał rządową pensję.
Był autorem przeszło 120 utworów scenicznych: oper, afterpieces, pantomim, dialogów itp. Wystawił takie sztuki jak The Shepherd’s Artifice (1764), Lionel and Clarissa (1768), The Padlock (1769), The Ephesian Matron (1769), The Waterman, or The First of August (1774), The Quaker (1775), Liberty Hall (1785), The Round Robin (1811). Początkowo współpracował z librecistą Isaaciem Bickerstaffem, później pisał niemal wyłącznie do własnych librett, często zapożyczając wątki fabularne z dzieł takich autorów jak Michel-Jean Sedaine, Charles-Simon Favart, Molier, Carlo Goldoni czy John Dryden. Prowadził ożywioną działalność jako organizator przedstawień teatralnych i wydawca, sam wydawał antologie swoich utworów. Występował na scenie jako aktor i śpiewak, samemu akompaniując sobie na klawesynie.
Opublikował prace The Royal Circus Epitomised (1784), The Musical Tour of Mr. Dibdin (1788), History of the Stage (1797–1800), Observations on a Tour thorugh almost the Whole of England and a Considerable Part of Scotland (1801–1802) i The Professional Life of Mr. Dibdin (1803). Był również autorem podręczników Music Epitomised (1804), The Musical Mentor (1807), The English Pythagoras, or Every Man is own Music Master (1808).